# دیبگالیک
دیبگالیک (به لاتین: Dibgalik) یک منطقهٔ مسکونی در روسیه است که در شهرستان داخادایفسکی واقع شده‌است.